# Gai Claudi Pulcre (cònsol 130 aC)
Gai Claudi Pulcre (en llatí: Caius Claudius Pulcher) va ser un magistrat romà. Era fill de Caius Claudius APP. F. P. N. Pulcher. Formava part de la gens Clàudia.
Va ser elegit cònsol sufecte l'any 130 aC, quan va morir el cònsol Luci Corneli Lèntul, (que alguns identifiquen amb el pretor Luci Corneli Lèntul) i va portar al senat romà un informe sobre l'agitació promoguda per Gai Papiri Carbó.